# Empidideicus atomus
Empidideicus atomus är en tvåvingeart som först beskrevs av Frey 1958.  Empidideicus atomus ingår i släktet Empidideicus och familjen svävflugor.
Artens utbredningsområde är Kanarieöarna. Inga underarter finns listade i Catalogue of Life.